# Clastoptera sexguttata
Clastoptera sexguttata är en insektsart som beskrevs av Melichar 1915. Clastoptera sexguttata ingår i släktet Clastoptera och familjen Clastopteridae. Inga underarter finns listade i Catalogue of Life.